# Йосиф Вацлав Фріч
Йо́сиф Ва́цлав Фріч (чеськ. Josef Václav Frič; * 5 серпня 1829, Прага — † 14 жовтня 1890, Прага) — чеський письменник, політичний діяч і публіцист.

## Життєпис
Навчався на юридичному факультеті Празького університету.
За участь у празькому повстанні 1848 у 1849 заарештований австрійськими властями і засуджений до 18-річного тюремного ув'язнення.
У 1854 звільнений за амністією; в Празі видав літературно-політичний альманах «Лада Ніола» («Lada Nióla», 1855).
У 1858 знову заарештований і в 1859 висланий.
У 1859-1879 жив в еміграції (Лондон, Париж, Берлін, Рим). Видавав закордонні «вільні» журнали «Чех» («Cech»), «Бланік» («Blaník») та інші, в яких закликав чеський народ до боротьби з австрійською монархією. В основі діяльності Фріча лежала ідея створення самостійної чеської держави, республіканської і демократичної за своїм характером.
Фріч — один із зачинателів чеської громадянської лірики. У віршах 1850-х рр.. (Збірка «Пісні з фортеці») висловив протест проти самодержавного гніту, прославив революційну боротьбу чеського народу в 1848 році. У ряді віршів оспівав героїзм гуситів. «Спогади» (т. 1-4, 1886-87) містять багатий матеріал з суспільно-політичного життя Чехії 2-ї половини 19 ст.
Був знайомий з Марком Вовчком, листувався з Анатолем Вахнянином; прихильник українських культурно-політичних прагнень в Австрії і Росії. Перекладач «Тараса Бульби» Миколи Гоголя, творів Т. Шевченка, автор драми «Іван Мазепа» і статей з українського питання («Асиміляція малоруського народу», «Хай живе Україна» й ін.).
Фріч є одним зі співавторів Наукової енциклопедії Отто (чеськ. Ottův slovník naučný) — найбільшої енциклопедії чеською мовою.